# 藤本仁以奈
藤本 仁以奈（ふじもと にいな、1984年12月6日 - ）は、大阪府出身の元タレント。身長156cm、スリーサイズはB90,W56,H83。
所属事務所はイエローキャブウエスト。関西を主に拠点に活動していた。特技はハンドベル、ピアノ。
サンズエンタテインメント預りのタレントとして、大学卒業まで出身地・大阪のイエローキャブウエストで活動予定としていた。
なお2002年、プチドル隊というグループで活動した事がある。

## 主な芸歴

### 出演番組
- 永島昭浩の KING OF SPORTS （MBSラジオ）

### 過去出演番組
- イエローナイトフィーバー （2005年 - 2006年、びわ湖放送）
- スタパー!! （よみうりテレビ）- 但しプチドル隊所属時
- プチドル （2002年4月 - 9月、よみうりテレビ）- プチドル隊として
- たかじん胸いっぱい (関西テレビ・土曜日)
- スロパチバトルX （tvk）
- 中川家ん! （毎日放送）

### DVD
- DVDマガジン「パチスロ女学院」
- 『Erato』（2004年、ミスティ）

### その他
- 同じ事務所の和泉奈保と『なほにいな』結成 （2005年 - ）